# دولة اتحادية

الدول الاتحادية
الدول المركزية
بدون حكومة

الدولة الفِدرالية أو الدولة الاتحادية هي كيان سياسي يتمتع باتحاد مقاطعات ذاتية الحكم جزئياً، أو ولايات، أو غيرها من المناطق تحت مظلة حكومة مركزية فِدرالية (انظر الفدرالية). يُنص على ذاتية الحكم بالنسبة للمقاطعات أو الولايات في الدولة الفِدرالية في الدستور، وعلى تقاسم السلطة بين الحكومة المحلية والحكومة المركزية، ولا يمكن تغيير ذلك بقرار فردي لأي طرف من الطرفين: الولايات أو الكيان الفِدرالي. تُعتبر الدولة الفِدرالية شكلاً من الحكومات تنقسم السلطة فيه رسمياً بين السلطة المركزية وعدد من المناطق المكونة للدولة، لتكون لكل منطقة درجة من التحكم الذاتي في شؤونها.
يدور الجدل حول أهلية الولايات الفِدرالية التي تطغى على نفوذها السلطة الفِدرالية المركزية، ويتجلى مثل هذا الطغيان في الحق الدستوري للسلطة المركزية في تعليق حكومة ولاية فِدرالية بإدعاء سوء الإدارة أو التوتر المدني، أو أن تتبنى الدولة المركزية تشريعاً قومياً ينتهك سلطات الولايات المكونة واستدعاء السلطة الدستورية للحكومة الفِدرالية المركزية بالحق في الحفاظ على «السلام والخير» أو بتطبيق إلزامات تعاقدت عليها الحكومة المركزية في معاهدة دولية.
تُشكل البنية الحكومية والدستورية الموجودة في الدولة الفِدرالية مثالاً على الفدرالية. يتناقض هذا النظام مع نظام آخر يُسمى الدولة المركزية. تُعتبر فرنسا أبرز الأمثلة على الدولة المركزية لقرون. كانت النمسا دولة مركزية بتقسيم إداري صار فِدرالياً بإقرار الدستور النمساوي بعد انهيار الإمبراطورية النمساوية المجرية في عام 1918. تُعتبر ألمانيا مثالاً على الدولة الفِدرالية، بتكوينها من 16 ولاية. غالباً ما تكون الدول الفِدرالية عديدة الجماعات الإثنية وتغطي مساحة كبيرة من الأرض (مثل روسيا والولايات المتحدة وكندا والهند والبرازيل)، لكن ذلك ليس ضرورياً في كل الحالات، مثل حالة سانت كيتس ونيفيس.
يمكن وصف العديد من القبائل والممالك العتيقة بالفِدرالية أو الكونفدرالية مثل رابطة كورنث ونوريكوم وأوروبا الوسطى وإيراكوي وشمال أمريكا في العصر قبل الكولومبي. كانت الكونفدرالية السويسرية القديمة مثالاً مبكراً على الدولة اللامركزية.
تكونت العديد من المستعمرات في العالم الجديد من مقاطعات ذاتية الحكم، تحولت إلى ولايات فِدرالية بعد استقلالها، مثل الولايات المتحدة والعديد من دول أمريكا اللاتينية (انظر حروب استقلال أمريكا الإسبانية). فشلت بعض الدول الفِدرالية في العالم الحديث، مثل الجمهورية الفِدرالية لوسط أمريكا، التي انقسمت إلى ولايات مستقلة في أقل من 20 سنة على تكوينها. تحولت بعض الدول الأخرى بين الفِدرالية والمركزية مثل الأرجنتين والمكسيك، قبل الاستقرار مع الفدرالية. أصبحت البرازيل دولة فِدرالية بعد سقوط الإمبراطورية، وأصبحت فنزويلا دولة فِدرالية بعد الحرب الفِدرالية. أستراليا وكندا دول فِدرالية أيضاً.
تُعتبر ألمانيا دولة قومية تحولت بين الكونفِدرالية والفِدرالية والحكم المركزي، منذ تكوين الكونفِدرالية الألمانية في عام 1815. كانت كونفِدرالية شمال ألمانيا -والإمبراطورية الألمانية وجمهورية فايمار أيضًا- دولاً فِدرالية.
كان الاتحاد السوفيتي فِدرالية بعد تأسيسه في 1922، تكونت تلك الفِدرالية من الجمهوريات السوفيتية والجمهوريات ذاتية الحكم وغيرها من الكيانات الفِدرالية. كان الاتحاد السوفيتي فِدرالياً بصورة رسمية، ولكنه كان شديد المركزية على أرض الواقع، تحت مظلة حكومة الاتحاد السوفيتي. ورثت الفِدرالية الروسية نظاماً مثيلاً.
أصبحت كل من نيجيريا وباكستان والهند وماليزيا (اتحاد مالايا فيما بعد)، دولاً فِدرالية بعد نيلها الاستقلال من الإمبراطورية البريطانية.
تكونت الدول الفِدرالية في بعض الحالات كإجراء للتحكم في الصراع الإثني خلال الدولة، مثل حالة البوسنة والهرسك والعراق منذ 2005.
بعد تفعيل الدستور الأمريكي في 4 مارس عام 1789، أصبحت الولايات المتحدة أقدم فِدرالية ناجية حتى الآن. وعلى النهاية الأخرى توجد نيبال، لتكون أحدث فِدرالية بعد تكوين دستورها في 29 سبتمبر عام 2015.

## الفِدراليات وأشكال الحكم الأخرى للدولة

### الفِدراليات
تتمتع الولايات المكونة للدولة الفِدرالية بالحكم الذاتي إلى حد ما، إذ تحتفظ تلك الدول بقدر من السلطة لا يمكن للحكومة المركزية ممارسته. تمثل الدولة الفِدرالية مفهوماً أوسع من مجرد الرابطة الضعيفة بين مجموعة ولايات مستقلة. لا تمتلك الولايات المكونة للدولة الفِدرالية أي صلاحيات بالنسبة للسياسة الخارجية؛ وبالتالي لا تتمتع بأي سلطة فيما يخص القانون الدولي. لكن الولايات الألمانية لها هذا الحق وبدأت ممارسته على المستوى الأوروبي.
تُسمى بعض الدول الفِدرالية باسم فِدراليات لاتناظرية؛ لأن بعض الولايات تتمتع بالمزيد من الحكم الذاتي عن غيرها من الولايات. تُعتبر الفِدرالية الماليزية من الأمثلة على ذلك، إذ وافقت فيها سرواق وصباح على تشكيل الفِدرالية بشروط مختلفة عن شبه الجزيرة الماليزية.
تنشأ الدولة الفِدرالية غالباً باتفاق مبدئي بين عدد من الدول أو الولايات المنفصلة. سيكون الهدف من تكوين الفِدرالية حل المشاكل المشتركة وتوفير الدفاع المشترك وإقامة دولة قومية لمجموعة إثنية منتشرة في تلك الولايات. كانت تلك الحالة في الولايات المتحدة وسويسرا. تختلف التواريخ بين الأمم والدول، إذ يختلف النظام الفِدرالي للدولة عن هذه النماذج. تُعتبر أستراليا، على سبيل المثال، فريدة من نوعها، إذ ظهرت للوجود بصورة أمة عن طريق التصويت الديمقراطي لمواطنيها الذين صوتوا بـ«نعم» في الاستفتاء على الدستور الأسترالي. أما البرازيل فقد جربت النظامين الفِدرالي والمركزي خلال تاريخها. تحتفظ بعض الولايات البرازيلية الحالية بحدود تكونت أثناء الاستعمار البرتغالي (قبل وجود الدولة البرازيلية)، بينما تكونت آخر الولايات، توكانتينس، بدستور عام 1988 لعدد من الأسباب الإدارية.
تُحكم سبع دول من أصل ثماني دول من الكبرى مساحةً بحكومات فِدرالية.

### الدول المركزية
الدولة المركزية هي دولة واحدة لها حكومة مركزية. ربما تتكون الدولة المركزية من مناطق ذاتية الحكم أيضاً. يكمن الاختلاف بين هذا النوع من الدول المركزية والدول الفِدرالية في أن هذا الحكم الذاتي نالته المنطقة على مضض من الحكومة المركزية، ويمكن إنهائه من طرف واحد. تقوم الدولة الفِدرالية بالاتفاق بين الولايات المكونة لها، ينشأ الحكم الذاتي لمنطقة خاضعة لدولة مركزية بالتنازل، إذ توافق الحكومة المركزية على ضمان ذاتية منطقة كانت خاضعة لها من قبل. لذلك فإن الفِدراليات تتكون «طوعاً» من «الأسفل» بينما يحدث التنازل في الدولة المركزية «كرهاً» من «الأعلى».
تُبنى فلسفة الدولة المركزية على الحكم الكلي لكيان واحد أو للدولة القومية، بغض النظر عن المكانة الفعلية لأجزاء الدولة، وتنطلق الدولة المركزية أيضاً من مبدأ ممارستها للسلطة على كامل المنطقة الخاضعة لها باعتبار أنه «حق» لها. أما الدولة الفِدرالية، فيكون الحكم بين الولايات المكونة لها بالمشاركة مع الحكومة المركزية.

### الكونفِدرالية
تُعتبر الكونفِدرالية حسب المصطلحات السياسية الحديثة اتحاداً دائماً بين مجموعة من الدول من أجل الأفعال المشتركة مع الدول الأخرى. يُعتبر الاتحاد الأوروبي أقرب الأمثلة على الكونفِدرالية. استُخدم مصطلح «الكونفِدرالية» رسمياً عند تأسيس النظام الفِدرالي الكندي الحالي في عام 1868، يشير المصطلح إلى العملية وليس شكل الدولة الناتجة، إذ أن المقاطعات الكندية لا تدعي أنها ذات سيادة. تُعتبر سويسرا كونفِدرالية، ولكن هذا المصطلح مضلل حالياً؛ لأن المقاطعات السويسرية فقدت السيادة منذ 1848.
في بلجيكا، تسير الحركة في عكس الاتجاه. إذ تأسست بلجيكا على نمط الدولة الفرنسية لتكون دولة مركزية، ولكنها عُدِّلت تدريجياً لتصير دولة فِدرالية بعدد من الإصلاحات الدستورية منذ سبعينيات القرن الماضي. ينطوي هيكل الدولة بالفعل على سمات كونفِدرالية (صلاحيات حصرية للمستوى الفِدرالي أو على مستوى الولايات، سلطة إبرام المعاهدات للولايات دون حق الاعتراض للحكومة الفِدرالية) بالرغم من تسميتها دولة فِدرالية. يتنامى توجه بتحويل الدولة الفِدرالية الحالية إلى كونفِدرالية مكونة من دولتين أو ثلاث دول و/أو منطقتين خاصتين.
تتميز الكونفِدرالية بثلاثة اختلافات عند مقارنتها بالفِدرالية: الأول غياب السلطة المباشرة الحقيقية: تُتخذ العديد من القرارات الكونفِدرالية بتشريعات الدول الأعضاء، والثاني أن القرارات في الشؤون اليومية لا تتخذها الأغلبية البسيطة ولكن بأغلبيات خاصة أو بالتوافق أو الإجماع (حق الفيتو لكل عضو)، والثالث أن تعديل الدستور وإبرام المعاهدات يتطلب الإجماع.